# Csík Csaba Krisztián
Csík Csaba Krisztián (1971. november 2.–) magyar szinkronszínész, szinkronrendező.

## Élőszereplős szinkronszerepek

### Sorozatok
| Cím                                          | Szerep                                                  | Színész                               |
| -------------------------------------------- | ------------------------------------------------------- | ------------------------------------- |
| 24                                           | Curtis Manning                                          | Roger R. Cross (2. hang)              |
| A Doki - Egy új esély (Doc - Nelle tue mani) | Andrea Fanti                                            | Luca Argentero                        |
| A bosszú                                     | John McGowen ügynök, Pascal LeMarchal                   | Michael Reilly Burke, Oliver Martinez |
| A Grace klinika                              | Tyler ápoló                                             | Moe Irvin                             |
| A kiválasztott – Az amerikai látnok          | Gary Hobson                                             | Kyle Chandler                         |
| Terence Hill – Alpesi őrjárat                | Francesco Neri                                          | Daniele Liotti                        |
| A médium                                     | Lee Scanlon                                             | David Cubitt                          |
| A meló                                       | Mike McNeil                                             | Denis Leary                           |
| A mélység fantomja                           | Davis Lee                                               | Ian Anthony Dale                      |
| A mentalista                                 | Trey Holcombe                                           | Stephen Bishop                        |
| A szerelem ösvényei                          | Chuy                                                    | Antonio Escobar                       |
| A szökés                                     | Fernando Sucre                                          | Amaury Nolasco                        |
| Acapulco szépe                               | Csont                                                   | Eduardo Antonio                       |
| Ally McBeal                                  | Billy Alan Thomas                                       | Gil Bellows (2. hang)                 |
| Amazon – Az őserdő foglyai                   | Jimmy Stack                                             | Chris William Martin                  |
| Androméda                                    | Seamus Harper                                           | Gordon Michael Woolvett (AXN)         |
| Az osztag                                    | Kriminalhauptkommissar Josef "Jupp" Schatz              | Uwe Fellensiek                        |
| Az Ügyosztály                                | Nathan Albert Francis "Nate" Basso                      | Jon Hamm                              |
| Azúrkék óceán                                | Marc Esteban                                            | Jean-Michel Tinivelli                 |
| Babylon 5                                    | Zack Allan                                              | Jeff Conaway                          |
| Betty, a csúnya lány                         | Daniel Valencia                                         | Luis Mesa                             |
| Bionic Woman                                 | Jae Kim                                                 | Will Yun Lee                          |
| Bűbájos boszorkák                            | Mashall, Dan Gordon                                     | Markus Flanagan, Greg Vaughan         |
| Csacska angyal                               | Máximo Augusti Calderón de la Olla, Conde de Kricoragán | Fabio Di Tomaso                       |
| Családodra ütök                              | Matt Landis                                             | Elon Gold                             |
| CSI: Miami helyszínelők                      | Ryan Wolfw                                              | Jonathan Togo                         |
| Da Vinci démonai                             | Zoroaster                                               | Greg Chillin                          |
| Daybreak – Idő zárva                         | Detective Christopher Choi                              | Ian Anthony Dale                      |
| Deadwood                                     | Francis Wolcott                                         | Garret Dillahunt                      |
| Derek, a fenegyerek                          | George Venturi                                          | John Ralston                          |
| Doc Martin                                   | Danny Steel                                             | Tristan Sturrock                      |
| Dűne                                         | további hang                                            | további szerep                        |
| Ecomoda                                      | Daniel Valencia                                         | Luis Mesa                             |
| Eddie a hóbortos hekus                       | Supt. Nathanial Johnson                                 | Colin Salmon                          |
| Édesek és mostohák                           | Mr. Henderson                                           | Tim Wallers                           |
| Édes élet olasz módra                        | Ray Orozco                                              | José Zúñiga                           |
| Életre-halálra                               | Marco Martinez                                          | Amaury Nolasco                        |
| Első szerelem                                | Sebastián Olivares                                      | Ricardo Chávez                        |
| Eltűntnek nyilvánítva                        | Eric Renard                                             | Rick Fox                              |
| Esküdt ellenségek – Az utolsó szó jogán      | Detective Chris Ravell                                  | Scott Cohen                           |
| Esmeralda                                    | Dr. Álvaro Lazcano                                      | Juan Pablo Gamboa                     |
| Ezel                                         | Sekiz Karaeski                                          | Kıvanç Tatlıtuğ                       |
| Fiorella                                     | Joaquín "Quino" Vallejo                                 | José Luis Ruiz                        |
| Futballista feleségek                        | Salvatore Biagi                                         | Daniel Schutzmann                     |
| Gyilkos elmék                                | Detective Rizzo                                         | Matthew Del Negro                     |
| Hajrá skacok                                 | Julián Castillo                                         | Alejandro Ruiz                        |
| Hazug csajok társasága                       | Byron Montgomery                                        | Chad Lowe                             |
| Hülyeség nem akadály                         | James főnök                                             | Marcus Graham                         |
| JAG – Becsületbeli ügyek                     | Jack "Ripper" Carter hadnagy                            | Matthew Glave                         |
| Kemény zsaruk                                | Officer Julien Lowe                                     | Michael Jace                          |
| Kerge város                                  | Carter Heywood                                          | Michael Boatman                       |
| Kilenc túsz                                  | Randall Reese                                           | Jeffrey Pierce                        |
| Latin pofonok                                | Carlos Santiago                                         | Michael DeLorenzo                     |
| Lety, a csúnya lány                          | Fernando Mendiola                                       | Jaime Camil                           |
| McLeod lányai                                | Jake Harrison                                           | Charlie Clausen                       |
| Medicopter 117 – Légimentők                  | Helmut Rosen főfelügyelő, Enrico Cortini szanitéc       | Michael Schiller, Tom Mikulla         |
| Milagros                                     | Renzo Malatesta                                         | Fabrizio Aguilar                      |
| Muppet Show                                  | Gonzó (Film Mánia szinkron)                             | ?                                     |
| Nash Bridges – Trükkös hekus                 | Insp. Evan Cortez                                       | Jaimé P. Gomez (2. hang)              |
| New York-i nyomozók                          | Reg Duffy nyomozó                                       | Brían F. O'Byrne                      |
| Odaát                                        | Crowley                                                 | Mark Sheppard                         |
| Pacific Palisades – Siker, pénz, csillogás   | Nicholas Hadley                                         | Jarrod Emick                          |
| Park sugárút 666                             | Tony DeMeo                                              | Erik Palladino                        |
| Paula és Paulina                             | Guillermo "Willy" Montero                               | Juan Pablo Gamboa                     |
| Profilozók                                   | Skela, La Doc                                           | Benjamin Baroche, Didier Ferrari      |
| Ringer – A vér kötelez                       | Andrew Martin                                           | Ioan Gruffudd                         |
| Samantha                                     | Salvador Hidalgo                                        | Vicente Tepedino                      |
| Szakadt szakasz                              | Eddie Mitterand                                         | Brian Posehn                          |
| Szex és New York                             | Dr. Robert Leeds                                        | Blair Underwood                       |
| Terra Nova – Az új világ                     | Jason O'Mara                                            | Jim Shannon                           |
| Titkok és szerelmek                          | Dr. Jaime Dávila                                        | Francisco Avendano                    |
| Titkos küldetésben                           | Garth O'Hanlon                                          | Stephen Tompkinson                    |
| Tuti gimi                                    | Andy Hargrove                                           | Kieren Hutchison                      |
| Út a mennyországba                           | Jonathan Smith                                          | Michael Landon                        |
| Ügyvédek                                     | Bobby Donnell                                           | Dylan McDermott (2. hang)             |
| V                                            | Dale Maddox                                             | Alan Tudyk                            |
| Vámpírnaplók                                 | Niklaus Mikaelson                                       | Joseph Morgan                         |
| Végveszélyben                                | Jelani Harper                                           | Mahershalalhashbaz Ali                |
| Wanted – Élve vagy halva                     | Lieutenant Conrad Rose                                  | Gary Cole                             |
| Wayward Pines                                | Adam Hassler                                            | Tim Griffin                           |
| Xena: A harcos hercegnő                      | Caesar                                                  | Karl Urban                            |
| Zsaruvér                                     | Danny Reagan                                            | Donnie Wahlberg                       |

### Filmek
| Cím                                                         | Szerep                                            | Színész                                    |
| ----------------------------------------------------------- | ------------------------------------------------- | ------------------------------------------ |
| 12 menet                                                    | Miles Jackson                                     | Aidan Gillen                               |
| 187                                                         | Benny Chacon                                      | Lobo Sebastian                             |
| 36 óra a halálig                                            | Luca                                              | Roc LaFortune                              |
| 5 nap háború                                                | Rezo Avaliani                                     | Johnathon Schaech                          |
| 54                                                          | Atlanta                                           | Cameron Mathison                           |
| A 24. napon                                                 | Tom                                               | Scott Speedman                             |
| A 666-os út                                                 | Joe                                               | Rob Roy Fitzgerald                         |
| A báránysültek hallgatnak                                   | Diliház őre, II. Ügynök, Michael Jackson          | Irwin Keyes, Sal Landi, Seifullah Ziyad II |
| A behatoló                                                  | Renn                                              | Ben Cross                                  |
| A bestia                                                    | Hollingsworth nyomozó                             | Clayton Rohner                             |
| A bűn szorításában                                          | Jack Reiley nyomozó                               | Randy Couture                              |
| A cápa visszavág                                            | Ice                                               | Coolio                                     |
| A Cég – A CIA regénye                                       | Leo Krickij                                       | Alessandro Nivola                          |
| A cserecsapat                                               | Clifford Franklin                                 | Orlando Jones                              |
| A fenevad gyomrában                                         | Leon Washington                                   | Patrick Robinson                           |
| A férjfogó                                                  | Larry Garnett                                     | Bill Bellamy                               |
| A flamingókölyök                                            | Alfred Schultz                                    | Bronson Pinchot                            |
| A foci hőskora                                              | Joe Gaetjens                                      | Jimmy Jean-Louis                           |
| A fogoly                                                    | Matthew Piper                                     | Ryan Reynolds                              |
| A Föld inváziója – Csata: Los Angeles                       | Ritchie alezredes                                 | Rus Blackwell                              |
| A Főnix útja                                                | Jeremy                                            | Sticky Fingaz                              |
| A gladiátor – Germanus bosszúja                             | Galenus                                           | Zsolt Bács                                 |
| A gyönyör rabjai                                            | Larry Klugman                                     | Corey Parker                               |
| A Gyűrűk Ura: A két torony                                  | Háma                                              | John Leigh                                 |
| A háború kísértetei                                         | Gordon Gunderson törzsőrmester                    | Peter Holden                               |
| A hallgatás köteléke                                        | Bob McIntosh                                      | David Cubitt                               |
| A harminchármak                                             | Don Lucho                                         | Lou Diamond Phillips                       |
| A hazafi                                                    | Occam                                             | Jay Arlen Jones                            |
| A helyőrség – A Szpecnaz ébredése                           | Arkadi                                            | Velibor Topic                              |
| A hírhedt                                                   | Dick Hickock                                      | Lee Pace                                   |
| A holló 2. – Az angyalok városa                             | Bassett                                           | Alan Gelfant                               |
| A holló 3. – A megváltás                                    | Peter Walsh                                       | Grant Shaud                                |
| A holtak útja                                               | Cy Coates                                         | Cliff Curtis                               |
| A hősök vére                                                | Bone                                              | Richard Norton                             |
| A jövő hírnöke                                              | Lassú újonc                                       | Dylan Haggerty                             |
| A Keresztapus                                               | Lewis FBI-ügynök                                  | Scott Thompson                             |
| A kívánságok fája                                           | Carl Senger                                       | Peter Lohmeyer                             |
| A kolónia                                                   | Leland                                            | Julian Richings                            |
| A kukorica gyermekei 5. – A sikolyok földje                 | Jacob                                             | Dave Buzzotta                              |
| A kulcsjátékos                                              | Danny O'Grady                                     | Travis Ford                                |
| A lét elviselhetetlen könnyűsége                            | Franz                                             | Derek de Lint                              |
| A maflás                                                    | Mr. De La Cruz                                    | Reggie Lee                                 |
| A mag                                                       | David "Dave" Perry                                | Christopher Shyer                          |
| A második polgárháború                                      | Steven Kingsley                                   | Anthony Lee                                |
| A Megváltás                                                 | Mallick seriff                                    | Douglas Henshall                           |
| A méret a lényeg                                            | Mark Demski                                       | Jan Sosniok                                |
| A méret a lényeg 2.                                         | Mark Demski                                       | Jan Sosniok                                |
| A nagy Lebowski                                             | Knox Harrington                                   | David Thewlis                              |
| A negyedik záradék                                          | Lyndhurst százados                                | Sean Chapman                               |
| A nyakörv                                                   | Georgie                                           | Tamer Hassan                               |
| A por                                                       | Bajszos zsaru                                     | Alexis Arquette                            |
| A rettegés szentélye                                        | Néző a színházban                                 | David Patrick Kelly                        |
| A Richard Nixon-merénylet                                   | Bonny Simmons                                     | Don Cheadle                                |
| A Sakál                                                     | Ghazzi Murad, Ian Lamont                          | Ravil Isyanov, Jack Black (2. hang)        |
| A sikersztori                                               | Fred                                              | James McCaffrey                            |
| A Szem                                                      | Dr. Paul Faulkner                                 | Alessandro Nivola                          |
| A szeretet szimfóniája                                      | James tiszteletes                                 | Mykelti Williamson                         |
| A tévedés áldozata                                          | Daniel                                            | Richard Bobbins                            |
| A tolmács                                                   | Mo                                                | Maz Jobrani                                |
| A tökéletlenek                                              | Biztonsági őr                                     | Kevin Crowley                              |
| A tökös, a török, az őr meg a nő                            | Mali srác                                         | Marco Prince, Omar Sy                      |
| A tűzben edzett férfi                                       | Daniel Sanchez                                    | Gustavo Sánchez Parra                      |
| A vadon hívó szava                                          | Hal (Avadhívsza)                                  | Charles Edwin Powell                       |
| A végakarat                                                 | Antoine d’Anthac                                  | Denis Podalydès                            |
| A Versace-ház                                               | Paul Beck                                         | Alex Carter                                |
| A vikingek titka                                            | George Howe                                       | Rhett Giles                                |
| A vörös halál árnyékában                                    | Herceg                                            | Frank Stallone                             |
| A WikiLeaks-botrány                                         | Holger Stark                                      | Anatole Taubman                            |
| A zöldsapkások                                              | McGee doktor                                      | Raymond St. Jacques                        |
| A zűrhajó                                                   | Mars-csapatok parancsnoka                         | Andreas Seifert                            |
| Acélizom                                                    | Arnold Schwarzenegger                             | Arnold Schwarzenegger                      |
| Acélzsaru                                                   | Slats                                             | Hill Harper                                |
| Afrika királynője                                           | Első tiszt                                        | Theodore Bikel                             |
| Airport                                                     | Dr. Compagno                                      | Paul Picerni                               |
| Áldozat                                                     | Jason                                             | Joshua Leonard                             |
| Ali                                                         | Muhammad Ali                                      | Will Smith                                 |
| Alkonyattól pirkadatig 3. – A hóhér lánya                   | Ezra Traylor                                      | Orlando Jones                              |
| Államérdek                                                  | Tim Collin                                        | Dennis Haysbert                            |
| Államfőnök                                                  | Húsos                                             | Tracy Morgan                               |
| Amerikai gengszter                                          | Doki                                              | Ruben Santiago-Hudson                      |
| Amerikai nindzsa 2.                                         | Shinyuki                                          | John Fujioka                               |
| Amerikai pite 3. – Az esküvő                                | Homokos királynő                                  | Willam Belli                               |
| Amerikai Psycho                                             | Timothy Bryce                                     | Justin Theroux                             |
| Amikor leszáll az éj                                        | Nick Pirelli                                      | Andrew Fiscella                            |
| Amos és Andrew bilincsben                                   | Ernie                                             | Jeff Blumenkrantz                          |
| Anna Nicole                                                 | E. Pierce Marshall                                | Cary Elwes                                 |
| Apák napja                                                  | Hordár                                            | Ricky Harris                               |
| Az álcsalád                                                 | Marcus                                            | Michael Bergin                             |
| Az álomnő                                                   | Paul                                              | Simon Pegg                                 |
| Az angliai csata                                            | Archie vadászpilóta                               | Edward Fox                                 |
| Az elnök zsoldosa 2. – Végveszélyben                        | Abir Rashid                                       | Ali Afshar                                 |
| Az elszabadult kísértet                                     | Roth                                              | Corey Feldman                              |
| Az Enron-botrány                                            | Duffy                                             | Cameron Bancroft                           |
| Az informátorok – Pusztulás                                 | Jack                                              | Brad Renfro                                |
| Az otthon túl messze van                                    | Pete                                              | Hiroyuki Sanada                            |
| Az ördög ügyvédje                                           | Leamon Heath                                      | Ruben Santiago-Hudson                      |
| Az összeesküvés                                             | Heinrich Müller Gestapo-főnök                     | Brendan Coyle                              |
| Az ötödik elem                                              | Repülő rendőr                                     | Roger Monk                                 |
| Az ötödik sarok                                             | Samuel Kemp                                       | Eriq La Salle                              |
| Az utca királyai                                            | Cosmo Santos nyomozó                              | Amaury Nolasco                             |
| Az utolsó dobás                                             | Cyrus                                             | Luis Guzmán                                |
| Az utolsó templomos lovag                                   | Nick Aparo                                        | Christian Paul                             |
| B13 – A bűnös negyed                                        | Carlos Montoya (1. hang), Damien Tomaso (2. hang) | Marc Andréoni, Cyril Raffaelli             |
| Balekok és banditák                                         | Vaseline                                          | Charlie Chin                               |
| Baromi őrjárat                                              | Farva                                             | Kevin Heffernan                            |
| Bazi nagy görög lagzi 2.                                    | A Northwestern képviselője                        | Rob Riggle                                 |
| Benny és Joon                                               | Rendőr                                            | John Grant Phillips                        |
| Bérgyilkos ösztön                                           | Horst                                             | Cal Macaninch                              |
| Beverly Hills-i nindzsa                                     | Nobu                                              | Keith Cooke                                |
| Birkanyírás                                                 | Isaac Rosenberg                                   | Troy Garity                                |
| Birkanyírás 2.                                              | Isaac Rosenberg                                   | Troy Garity                                |
| Birodalom                                                   | Chedda                                            | Anthony "Treach" Criss                     |
| Blöff                                                       | Himy                                              | Yuri Stepanov                              |
| Blueberry – A fejvadász                                     | Woodhead                                          | Djimon Hounsou                             |
| Bolond szél fúj                                             | Sajtos                                            | Andrew Hill Newman                         |
| Borzongás                                                   | George                                            | Vas Blackwood                              |
| Bosszúvágy (2. szinkron változat)                           | Hiéna                                             | Kirk Taylor                                |
| Bosszúvágy 5. – Bosszú a kedvesemért (2. szinkron változat) | Korpás Freddie                                    | Robert Loy                                 |
| Botcsinálta túsz                                            | Beaumont                                          | Jake Busey                                 |
| Börtönbosszú                                                | Malachi                                           | Ashley Tucker                              |
| Buli az élet                                                | William haverja                                   | Jay Paulson                                |
| Buliszerviz                                                 | Hutch                                             | Teck Holmes                                |
| Bunyó                                                       | Evan Hailey                                       | Brian White                                |
| Cápák éjszakája                                             | Gordon                                            | Joel Moore                                 |
| Carol karácsonya                                            | John Joyce                                        | Jason Brooks                               |
| Cartouche, a jólelkű útonálló                               | Cartouche                                         | Frédéric Diefenthal                        |
| Charlie angyalai: Teljes gázzal                             | Zsaru                                             | Andrew Wilson                              |
| Charlie Chan és a sárkánykirálynő átka                      | Masten                                            | Paul Ryan                                  |
| Chupacabra – Potyautas a halál                              | Lance Thompson                                    | Dylan Neal                                 |
| Con Air – A fegyencjárat                                    | Mike "Baby-O" O`Dell                              | Mykelti Williamson                         |
| Crank – Felpörögve                                          | Ricky Verona                                      | Jose Pablo Cantillo                        |
| Cukrosnéni                                                  | Dulberg                                           | Mackenzie Crook                            |
| Csenő manók                                                 | Steady rendőrtiszt                                | Hugh Laurie                                |
| Csillagkapu – Az igazság ládája                             | Abe Illis ezredes                                 | Michael Beach                              |
| Csillagok háborúja VII: Az ébredő Erő                       | Fekete Vállpántos Rohamosztagos                   | ?                                          |
| Csodacsuka                                                  | Tracy Reynolds                                    | Morris Chestnut                            |
| Dallas: A Ewingok háborúja                                  | Rattigan                                          | John William Hoge                          |
| Danielle Steel: A gyűrű                                     | Fiatal festő                                      | ?                                          |
| Daylight – Alagút a halálba                                 | Ékszertolvajokat üldöző rendőr                    | Mark De Alessandro                         |
| Depresszió és a haverok                                     | Benoît                                            | Arié Elmaleh                               |
| Dilis bagázs                                                | Orgyilkos                                         | Frank Dominelli                            |
| Drágán add az életed!                                       | Uli                                               | Al Leong                                   |
| DOA: Élve vagy halva                                        | Zack                                              | Brian White                                |
| Doktor Szöszi                                               | Bosszús 2L-es                                     | Niklaus Lange                              |
| Doktor zsiványok                                            | Plunkett                                          | Robert Carlyle (2. hang)                   |
| Doom                                                        | Sarge                                             | Dwayne Johnson                             |
| Döntsön a kard!                                             | Williams                                          | Stephen Polk                               |
| Dzsungelláz                                                 | James Tucci                                       | Michael Imperioli                          |
| Édes kis malackám                                           | Lemon                                             | Peter Dinklage                             |
| Édes vízi élet                                              | Vladimir Wolodarsky                               | Noah Taylor                                |
| Edison                                                      | Isaiah Charles                                    | Damien Dante Wayans                        |
| Egyedül a ringben                                           | Gideon Duma                                       | Alois Moyo                                 |
| Egy élet ára                                                | Kurt                                              | Michael Riley                              |
| Éj anyánk                                                   | Bernard Liebman                                   | Shimon Aviel                               |
| Éjszakai járat                                              | Fejhallgatós gyerek                               | Max Kasch                                  |
| Ellenállók                                                  | Isaac Malbin                                      | Mark Feuerstein                            |
| Ellopták Jupiter fenekét                                    | Arisztotelész                                     | Nikos Tsachiridis                          |
| Emésztő harag                                               | Kimura                                            | Hideo Nakano                               |
| Én, a kém                                                   | McIntyre                                          | Bill Mondy                                 |
| Ernest a seregben                                           | Davis tizedes                                     | Josh Cherry                                |
| Esküdni mernék                                              | Paul Morse                                        | Jason Lee                                  |
| Fantasztikus prototípus                                     | Emile French                                      | Don Keith Opper                            |
| Farkasok birodalma                                          | Azer                                              | David Kammenos                             |
| Fedőneve: Takarító                                          | Shaw                                              | Callum Keith Rennie                        |
| Fegyverek istene                                            | Yuen "Tequila" felügyelő                          | Chow Yun-Fat                               |
| Fegyvertársak                                               | Gus, Junior                                       | Rod Wilson, Billy Morton                   |
| Fehér leander                                               | Ray                                               | Cole Hauser                                |
| Fejedelmi ígéret                                            | Király                                            | Maros Kramár                               |
| Fék nélkül – Michel Vaillant                                | Jean-Pierre Vaillant                              | Philippe Bas                               |
| Fél-profi                                                   | Dukes                                             | Jackie Earle Haley                         |
| Flúgos járat                                                | Nashawn Wade                                      | Kevin Hart                                 |
| Francia szvit                                               | Benoit Laberie                                    | Sam Riley                                  |
| Frankenstein háza                                           | Woody                                             | Raoul Trujillo                             |
| Free Rainer – A te tévéd is hazudik                         | Rainer Kuhhirt                                    | Moritz Bleibtreu                           |
| Fújd szárazra, édes!                                        | Saul                                              | Ben Crompton                               |
| Fuss, Ronnie, fuss!                                         | Jim Turner                                        | Jim Turner                                 |
| Fűrész II.                                                  | Obi                                               | Tim Burd                                   |
| Gamer                                                       | Pitbull                                           | Jean-Michel Verner                         |
| Garfield                                                    | Hopkins                                           | Michael Monks                              |
| Gargantua                                                   | Rendőrfőnök                                       | Tony Briggs                                |
| Gátlástalanul                                               | Steve                                             | Bruce Nelson                               |
| Grace nélkül az élet                                        | John Phillips                                     | Alessandro Nivola                          |
| Gyagyás család                                              | Tony Kent                                         | Josh Brolin (1. hang)                      |
| Gyilkos játékok                                             | Keith                                             | John Zarchen                               |
| Gyilkos játszma                                             | Roland Flint                                      | Scott Adkins                               |
| Gyilkos szenvedély                                          | Boltos                                            | Cliff Dorfman                              |
| Gyönyörű lányok                                             | Bobby Conway                                      | David Arquette                             |
| Hajó a vége                                                 | Hector                                            | Maurice Godin                              |
| Hajó, ha nem jó                                             | Sejk                                              | Teagle F. Bougere                          |
| Halálháló                                                   | Ray                                               | Richard Yearwood                           |
| Halálos hajsza                                              | Carl Wright                                       | Coolio                                     |
| Halálos merülés                                             | Robinson                                          | Adam G.                                    |
| Halálos merülés 2.                                          | Nikita                                            | Hannes Jaenicke                            |
| Hannah Montana – A film                                     | Robbie Ray Stewart                                | Billy Ray Cyrus                            |
| Hármas                                                      | Jack                                              | Billy Zane                                 |
| Hazafutás                                                   | J.T.                                              | Robert Peters                              |
| Hazug háború                                                | Terry Pike                                        | David Warshofsky                           |
| Hegylakó                                                    | Sunda Kastagir                                    | Hugh Quarshie                              |
| Hetedik                                                     | Vad Bill                                          | Martin Serene                              |
| Hideg Préda 2.                                              | Ole                                               | Kim Wifladt                                |
| Hivatali patkányok                                          | Steve (Hivpat)                                    | Orlando Jones                              |
| Hollywood asszonyai                                         | James Pierson                                     | Peter Cockett                              |
| Holtak tava                                                 | Dan Quarry                                        | Michael McKell                             |
| Hölgyválasz                                                 | Chic                                              | Bobby Cannavale                            |
| Hősök                                                       | Mogyoró                                           | Michael Cavanaugh                          |
| Huligánok                                                   | Bovver                                            | Leo Gregory                                |
| Hulk                                                        | Fiatal David Banner                               | Paul Kersey                                |
| Hurrikánvadászok                                            | Ben Tillner                                       | Chad Cole                                  |
| Időcsavar                                                   | Brian                                             | Frank Whaley                               |
| Időzsaru 2. – Verseny az idővel                             | Frank Knight                                      | Pete Antico                                |
| Igazából szerelem                                           | Karl                                              | Rodrigo Santoro                            |
| Jackass – A vadbarmok támadása                              | Bam Margera                                       | Bam Margera                                |
| Jack Reacher                                                | Linsky (JReacher)                                 | Michael Raymond-James                      |
| John Wick                                                   | Kirill                                            | Daniel Bernhardt                           |
| Julian Po                                                   | Bean tiszteletes                                  | Bruce Bohne                                |
| Júliusban                                                   | Isa                                               | Mehmet Kurtulus                            |
| Kafka                                                       | Komoly anarchista                                 | Ion Caramitru                              |
| Kapitány és katona: A világ túlsó oldalán                   | Michael "Faster" Doudle                           | William Mannering                          |
| Karácsonyi kalandok                                         | Tom                                               | Clark Gregg                                |
| Karácsonyi mese                                             | Rex Everhart                                      | C. Thomas Howell                           |
| Karate kölyök 3.                                            | Terry Silver                                      | Thomas Ian Griffith                        |
| Karate tigris 5.                                            | Ezekiel                                           | Richard Norton                             |
| Karol – Az ember, aki pápa lett                             | Pawel Kowalski                                    | Radoslaw Pazura                            |
| Kasszafúrás techno zenére                                   | Jeffrey Jay                                       | Patrick Breen                              |
| Katonák voltunk                                             | Charlie Hastings főhadnagy                        | Robert Bagnell                             |
| Kebab kapcsolat                                             | Valid                                             | Adam Bousdoukos                            |
| Kegyetlen bánásmód                                          | Ollie Olerud                                      | Jack Kyle                                  |
| Kék bársony                                                 | Hunter                                            | J. Michael Hunter                          |
| Kém a szomszédban                                           | Colton James                                      | Billy Ray Cyrus                            |
| Képtelen képregény                                          | Gyűjtő                                            | Scott Mosier                               |
| Késő bosszú                                                 | Marcello / Gianni Carboni                         | Raoul Bova                                 |
| Kétely                                                      | Ringe                                             | Anthony Brandon Wong                       |
| Kickbox harcos 2.                                           | Vinny Petrello                                    | Maurice Smith                              |
| Kleopátra                                                   | Egyiptomi kapitány                                | Oded Fehr                                  |
| Kölykök                                                     | Telly                                             | Leo Fitzpatrick                            |
| Kölyökpilóta                                                | Kato                                              | Mark Dacascos                              |
| Különösen veszélyes                                         | Spencer                                           | Eric Roberts                               |
| Különös kegyetlenséggel                                     | Merv, Monday                                      | John Dennis Johnston, Tommy "Tiny" Lister  |
| Küzdelem a rákkal                                           | Tommy                                             | Taylor Kinney                              |
| Lángoló börtön                                              | Lo Ka Yiu / 51910                                 | Tony Leung Ka Fai                          |
| Lángoló csapda                                              | Edwards tűzoltóparancsnok                         | Roger R. Cross                             |
| Leon, a disznópásztor                                       | Pincér, Liftkezelő                                | Neil Mullarkey, Paul Simpkin               |
| Lucy, a csajom                                              | Bobby Staley                                      | Anthony LaPaglia                           |
| Magic Mike XXL                                              | Salvador                                          | Juan Piedrahita                            |
| Malcolm X                                                   | Shorty                                            | Spike Lee                                  |
| Mandragóra                                                  | Santiago Zavala                                   | Nick Gomez                                 |
| Margó királynő                                              | Nançay                                            | Thomas Kretschmann                         |
| Mary Bryant                                                 | Woollarawarre Bennelong                           | Leo Jampinjinpa Wayne                      |
| Még mindig tudom, mit ettél tavaly nyárson                  | Darick                                            | Benjamin Brown                             |
| Megvagy!                                                    | Bob Jensen                                        | Christopher Rydell                         |
| Men in Black – Sötét zsaruk 2.                              | Késes fickó                                       | Michael Bailey Smith                       |
| Ments meg, Uram!                                            | Henry                                             | Dennis F. Neal                             |
| Minden hájjal megkent hazug                                 | Limo sofőr                                        | Mike Smith                                 |
| Mindenképpen talán                                          | Will Hayes                                        | Ryan Reynolds                              |
| Mindennek ára van                                           | Pete Cozy                                         | Eric Mabius                                |
| Mindenható Thor                                             | Loki                                              | Richar Grieco                              |
| Mindent a győzelemért                                       | Johnny Ruettiger                                  | Robert Mohler                              |
| Mini beindul                                                | Dwight Garson nyomozó                             | Luke Wilson                                |
| Mo' Better Blues                                            | Rhythm Jones                                      | Jeff "Tain" Watts                          |
| Montreáli bankrablás                                        | Frankie, az őr                                    | Raymond Aquilon                            |
| Mr. Baseball                                                | Lyle Massey                                       | Leon Lee                                   |
| Mr. Milliárd                                                | Carnell Dinvitty                                  | Johnny Ray McGhee                          |
| Mulholland Drive – A sötétség útja                          | Gene                                              | Billy Ray Cyrus                            |
| Műkincs hajsza                                              | Vulture                                           | Alaa Safi                                  |
| Az oroszlán, a boszorkány és a ruhásszekrény                | Fülöp (hangja)                                    | Philip Steuer                              |
| Nem ér a nemem                                              | Jason Bock                                        | Johnny Galecki                             |
| Nem kellesz eléggé                                          | Alex                                              | Justin Long                                |
| Nemo kapitány és a víz alatti város                         | Ivanda (Nemo97)                                   | Boe Kaan                                   |
| Oviapu                                                      | Marty kolléga                                     | Paul Anthony Reynolds                      |
| Öld meg Rómeót!                                             | Colin O'Day                                       | D.B. Woodside                              |
| Ördöglakat                                                  | Terry Hobbs                                       | Alessandro Nivola                          |
| Őrült                                                       | Dr. David Monroe                                  | Don Cheadle                                |
| Őrültek háza                                                | Ali                                               | Stanislav Varkki                           |
| Padlógáz                                                    | Knut                                              | Niels-Bruno Schmidt                        |
| Páncélos felmentősereg                                      | Ed Tippet törzsőrmester                           | Dorian Harewood                            |
| Parti-őrült jogi doki                                       | Kingston professzor                               | Shashawnee Hall                            |
| Péntek 13. – III. rész: Véres kirándulás                    | Ali                                               | Nick Savage                                |
| Péntek 13. – IV. rész: Jason visszatér                      | Doug                                              | Peter Barton                               |
| Péntek 13. – V. rész: Vérfürdő az intézetben                | Vinnie                                            | Anthony Barrile                            |
| Péntek 13. – VI. rész: Jason él                             | Roy                                               | Whitney Rydbeck                            |
| Péntek 13. – VII. rész: Friss vér                           | Michael                                           | William Butler                             |
| Péter, a kőszikla                                           | Máté                                              | ?                                          |
| Pootie Tang                                                 | Trucky                                            | J.B. Smoovw                                |
| Pucér csajok vágyálmai                                      | Randy                                             | Glenn Quinn                                |
| Rablójárat                                                  | Daltry                                            | Wayne Pére                                 |
| Rabold a nőt!                                               | Cunningham                                        | Ben Palmer                                 |
| Rejtőzködő 2.                                               | Szakács                                           | Peter Gregory                              |
| Rémes hármas                                                | Alphonse                                          | Benee Leavy                                |
| Retrográd                                                   | Markus                                            | Gary Daniels                               |
| Riddick                                                     | Moss                                              | Bokeem Woodbine                            |
| Rómeó + Júlia                                               | Baltazár                                          | Jesse Bradford                             |
| Salamon király kincse                                       | Bruce McNabb                                      | Gavin Hood                                 |
| Salt ügynök                                                 | Shnaider                                          | Corey Stoll                                |
| Seriff az égből                                             | Katona                                            | Riccardo Pizzuti                           |
| Sipirc!                                                     | George                                            | John Frey                                  |
| Skorpió 1. – Állig fegyverben                               | Rogers                                            | Lou Voiler                                 |
| Pokoli lecke                                                | Mr. Carson                                        | Joe Urla                                   |
| Sodródás                                                    | Kay                                               | Chris Eric Williams                        |
| Sodró lendület                                              | Dennis (Sodlend)                                  | Abraham Benrubi                            |
| Soha többé háborút                                          | Wallace Hamilton                                  | Brendan Cowell                             |
| S.O.S. Mallorca                                             | Fabio Ortega                                      | Patriq Pinheiro                            |
| Star Trek 9.                                                | Geordi La Forge parancsnok-helyettes              | LeVar Burton                               |
| Stephen King: Christine                                     | Bemis                                             | Douglas Warhit                             |
| Stephen King: Maximális túlhajtás                           | Handy                                             | Frankie Faison                             |
| Superfantozzi                                               | Fantozzi vetélytársa                              | Luc Merenda                                |
| Susie Q – A kamasz angyal                                   | Telefonszerelő, Kezdő rendőr                      | Mark Schooley, Allan Franz                 |
| Szabotőr                                                    | Barry Kane                                        | Robert Cummings                            |
| Száguldó halál                                              | Paul Blake                                        | Antonio Sabato, Jr.                        |
| Szahara                                                     | Browne kapitány                                   | Joseph Bee                                 |
| Szakaszvezető                                               | Duffy                                             | Daniel Demorest                            |
| Szamurájok                                                  | Marco                                             | Cyril Mourali                              |
| Szeplőtlen fogantatás                                       | Paul                                              | Billy Zane                                 |
| Szép még lehetsz                                            | Joe                                               | Djimon Hounsou                             |
| Szerelemmel fűszerezve                                      | Haroun Rehman                                     | Nitin Ganatra                              |
| Szerelmes levelek                                           | Andrew Ladd                                       | Steven Weber                               |
| Szerencse cinkelt lapokkal                                  | Ratman                                            | Rustam Branaman                            |
| Szeretlek, New York                                         | Mansukhbhai                                       | Irrfan Khan                                |
| Szezonbérlet                                                | Mr. Caird                                         | Kevin Whately                              |
| Szó nélkül                                                  | Chris Mulder                                      | Jason Merrells                             |
| Szörnyek szigete                                            | Marcus                                            | Michael Cory Davis                         |
| Szörnyeteg a mostohám                                       | Képregénybolti eladó                              | Sean Whalen                                |
| Szudán elveszett fiai                                       | Toby                                              | John Prendergast                           |
| Szülő kerestetik                                            | Richie                                            | Michael Bower                              |
| Támadás a torony ellen                                      | Ahmad Ajaj                                        | Christopher McCann                         |
| Tégy egy szívességet!                                       | Motoros                                           | Duke Valenti                               |
| Tétre vagy befutóra                                         | Johnny Casino                                     | Richard Edson                              |
| Titanic                                                     | Steward a Carpathián                              | Greg Ellis                                 |
| Tökéletes áldozat                                           | Miguel Ramirez                                    | Jim Pirri                                  |
| Tökös ötös                                                  | Biff                                              | Hawk Wolinski                              |
| Tőzsdecápák 2. – A pénz nem alszik                          | Robby                                             | John Buffalo Mailer                        |
| Tranzit                                                     | Nate                                              | Jim Caviezel                               |
| Túszdráma                                                   | Mike Anders                                       | Ransford Doherty                           |
| Tükrök 2.                                                   | Piccirilli nyomozó                                | Wayne Pére                                 |
| Tüzet nyiss! (2. szinkron)                                  | Simpson parancsnok                                | Bennet Guillory                            |
| Tűzgyűrű                                                    | Első tiszt                                        | Brian Frank                                |
| Tűzhányó                                                    | Katasztrófavédelem munkatársa                     | Robert Wisdom                              |
| Újra a gimiben                                              | Henry McCarthy                                    | Mark Polish                                |
| Underworld – Vérözön                                        | Marius                                            | Tobias Menzies                             |
| Utánam a lavina                                             | J.P. Millhouse                                    | Phil Morris                                |
| Ügyefogyott ügyelő                                          | Weird Al' Yankovic                                | Weird Al' Yankovic                         |
| Ütközések                                                   | Anthony                                           | Chris "Ludacris" Bridges                   |
| Vadbarmok                                                   | Fred                                              | Allen Covert                               |
| Vad motorosok                                               | Motherland                                        | Djimon Hounsou                             |
| Valaki hőse                                                 | Dennis Sullivan                                   | Christopher Gorham                         |
| Valami van odalent                                          | Rene LaRoque                                      | Steve Bastoni                              |
| Valkűr                                                      | Mertz von Quirnheim                               | Christian Berkel                           |
| Változó világ                                               | Charles Jefferson                                 | Forest Whitaker                            |
| Végső állomás 4.                                            | Nick O'Bannon                                     | Bobby Campo                                |
| Veszedelmes emlékek                                         | J.C. Reynolds                                     | Giancarlo Esposito                         |
| Vigyázz, kész, ommm!                                        | Weiss őrmester                                    | Martin Rapold                              |
| VIII. Henrik                                                | George Boleyn                                     | Dominic Mafham                             |
| Virtuális vagyonszerzők                                     | Francis Benoit                                    | Enrico Colantoni                           |
| Vonzó vér                                                   | Hank Holten                                       | Kevin Dillon                               |
| xXx                                                         | Ivan Podrov                                       | Martin Hub                                 |

## Anime/rajzfilm szinkronszerepek

### Sorozatok
| Cím                                | Szerep                                          |
| ---------------------------------- | ----------------------------------------------- |
| A varázslatos iskolabusz           | további hang                                    |
| Az igazság ifjú ligája             | Lex Luthor                                      |
| Az osztálytársam egy majom         | Tündérbéka igazgató                             |
| Beavis és Butt-head                | Bradley Buzzcut                                 |
| Brandy és Mr. Bajusz               | Mr. Whiskers (early episodes), Slim, Mr. Frisky |
| Bolondos dallamok                  | Narrátor (3.), további hang                     |
| Chip és Dale – A Csipet Csapat     | Cukor Ray (3. hang)                             |
| Digimon Adventure                  | Gomamon                                         |
| Dixi kutya kalandjai               | Dixi                                            |
| Dragon Ball                        | Ifjú Sátán (Piccolo Jr.)                        |
| Dragon Ball GT                     | Ifjú Sátán (Piccolo Jr.)                        |
| Dragon Ball Z                      | Ifjú Sátán (Piccolo Jr.)                        |
| Dragon Ball Super                  | Ifjú Sátán (Piccolo Jr.)                        |
| Ed, Edd és Eddy                    | Sapi (Kevin)                                    |
| Egyszer volt… a felfedezők         | Grummo (1. hang)                                |
| Grimm legszebb meséi               | további hang                                    |
| Herkules                           | Hádész                                          |
| Kandúr kommandó                    | Al                                              |
| László tábor                       | Rajmund                                         |
| Lego Nexo Knights                  | Herb Herbertson                                 |
| Lego Ninjago: A Spinjitzu mesterei | Skales, Sithraa (katona), Glutinous             |
| Lili, a virágangyal                | további hang                                    |
| Mickey egér művek                  | Mortimer (1. hang)                              |
| Mizújs, Scooby-Doo?                | további hang                                    |
| Ölelörny Henry                     | Harold Dugglemonster                            |
| Parkműsor                          | Jimmy (gyerek)                                  |
| Pókember (1994)                    | Alistair Smythe (3. hang), Mordo báró           |
| Providence, a rejtélyes kisváros   | további hang                                    |
| Sámán király                       | Rio                                             |
| Sandokan                           | további hango                                   |
| Saolin leszámolás                  | Dashi nagymester                                |
| Slayers                            | Gaav                                            |
| Tini Nindzsa Teknőcök (2012)       | Szecska mester (2. hang)                        |
| Traktor Tom                        | Matt                                            |
| Tsubasa kapitány                   | Miszaki Táró                                    |
| W.I.T.C.H.                         | Lord Cedric                                     |
| Yu-Gi-Oh! Duel Monsters            | Otogi Rjudzsi                                   |

### Filmek
| Cím                                            | Szerep               |
| ---------------------------------------------- | -------------------- |
| A majmok titkai                                | Dixie                |
| A Robinson család titka                        | Laszlo Robinson      |
| A Skatenini és az arany dűnék                  | Strito               |
| Ali Baba                                       | Álarcos rabló        |
| Alice Csodaországban                           | Lewis Carrol         |
| Az időjárási lámpák és a titokzatos sziget     | Zsémbes              |
| Az Igazság Ligája: Két Földi válság            | Lex Luthor           |
| Borsószem hercegkisasszony                     | Heath király         |
| Digimon – Az igazi film                        | további hang         |
| Ed, Edd és Eddy: A nagy mozidélután            | Sapi (Kevin)         |
| Egy bogár élete                                | további hang         |
| Fuss, ha kedves az életed, Charlie Brown!      | Tábori hangosbemondó |
| Harmadik Shrek                                 | Hajóskapitány        |
| Jó utat, Charlie Brown! (…és vissza se gyere!) | Tenisz bíró          |
| Jött egy busz... (Táltosember vs. Ikarus)      | Utas                 |
| Karácsonyi ének                                | további hang         |
| Karácsonyi lidércnyomás                        | Jack Skellington     |
| Mesél az erdő 2. – Az erdő szelleme            | Tigris               |
| Mézengúz                                       | Ken                  |
| Mosolyogj és menj! és a két égő pezsgő         | Norves               |
| Némó nyomában                                  | Dzsuva               |
| Nyócker!                                       | Omar                 |
| Pata tanya: Baromi buli                        | Atis                 |
| Scooby-Doo a zombik szigetén                   | Kígyónyelvű          |
| Shrek 2.                                       | Kapitány             |
| Superman/Batman: Közellenségek                 | Lex Luthor           |
| Superman és a Nap-expedíció                    | Lex Luthor           |
| Szilaj, a vad völgy paripája                   | további hang         |
| Szindbád – A hét tenger legendája              | Grum                 |
| Transformers (1986)                            | Rodimus Prime        |
| Vadkaland                                      | Scab                 |
| Vigyázz, kész, szörf!                          | Glen Maverick        |
| Volt egyszer egy stúdió                        | Hadész               |

### Egyéb
The Witcher

## Dokumentumfilm-szinkronszerepek
| Cím                                              | Szerep                                 |
| ------------------------------------------------ | -------------------------------------- |
| A bagdagi állatkert                              | William Summer                         |
| Állati operatőrök – Ál-cserepes és levesteknősök | Aaron Wirsing                          |
| Állati operatőrök – Dugongok                     | Aaron Wirsing                          |
| Austin Stevens: Mort dangetons                   | Narrátor (9. epizód)                   |
| AXN TV                                           | Narrátor / Mark (111-120. epizód)      |
| Földvigyázók                                     | Hayden Turner (49. és 50. epizód)      |
| Gyémánt csempészek                               | Narrátor / Dominic                     |
| Határok nélkül                                   | Ken (18. epizód), Férfi 4 (19. epizód) |
| Hogyan neveljünk – tevét!                        | Narrátor                               |
| Kegyetlen jövő                                   | Peter Kareiva (4. epizód)              |
| Robotháború                                      | Ahmet Zappa                            |
| The most extreme                                 | Narrátor                               |
| Városi taxik – Teherán                           | Michael                                |
| Visszatérés a Hubble űrtáncsőre                  | Scott Altman (4. epizód)               |